# 酒造り唄
酒造り唄（さけつくりうた）は、作業歌や仕事歌などと呼ばれる労働歌の一種。酒造りの各工程で節をつけて歌われる。桶を洗う作業、精米、もろみの仕込みなど、酒造作業の各工程で複数人が同一の作業をする際にタイミングを合わせる意味合いや、作業時間を計る意味合いもある。

## 歴史
日本酒の醸造は、古く「僧坊酒」といわれていたように寺院内の工房で作られていたが、江戸初期になると民間の造り酒屋が規模を拡大しはじめる。伊丹・池田をはじめとした銘酒の醸造所では江戸での大量消費を受け、製造工程の分化による大量生産が進んだが、桶・樽の洗い作業、米洗い作業、酛仕込み作業などの各工程で、複数の杜氏が調子を合わせて作業をするために唄われるようになったのが酒造り唄である。その正確な起源については明らかではないが、丹波杜氏による酒造り唄は元禄時代から歌われていたと推定されている。

## 種類
酒造りの第一段階で、仕込みに使う道具や容器を洗う際に歌われる。
- 酛すり唄（山卸し唄）伊丹のもとすり唄

蒸米、麹、水を桶で混ぜあわせ酛（酒母）を作る工程で歌われる。時計がない時代に何節歌えば次へ移るという方法がとられた。
- 酛掻き唄伊丹のもとかき唄

すりあげた酛（酒母）は高温になっており、冬場、夜中の冷気の中で何度か撹拌しながら温度を下げる。その際に歌う。
- 仕舞の揺物
- 風呂上り唄（前唄）
- 三本櫂（風呂上り唄、朝の揺物の後唄）
- 朝の揺物（前唄）